# Pribojska Goleša
Pribojska Goleša (en serbe cyrillique : Прибојска Голеша) est un village de Serbie situé dans la municipalité de Priboj, district de Zlatibor. Au recensement de 2011, il comptait 119 habitants.
Un autre village portant le nom de Pribojska Goleša est situé à proximité.

## Démographie
| 1948 | 1953 | 1961 | 1971 | 1981 | 1991 | 2002 | 2011 |
| ---- | ---- | ---- | ---- | ---- | ---- | ---- | ---- |
| 717  | 742  | 743  | 739  | 534  | 305  | 204  | 119  |

|  |